# Кришна (река)
Кри́шна (на санскрите означает «тёмный»), Ки́стна — одна из длиннейших рек Индии. Длина 1401 км, площадь бассейна 258,95 тысяч квадратных километров. Средний расход воды — 2213 м³/с.
Берёт начало около городка Махабалешвар в штате Махараштра, впадает в Бенгальский залив у деревни Хамасаладееви в штате Андхра-Прадеш. Река также протекает через штат Карнатака. Дельта реки — один из наиболее плодородных районов Индии, здесь находились резиденции древних царей Сатавахана и Икшваку. На реке расположен город Амаравати.

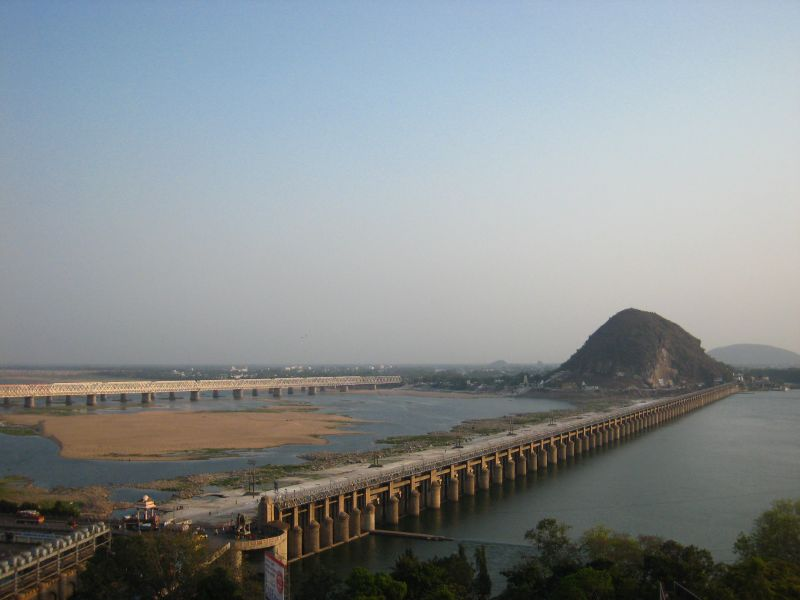
Кришна в Виджаяваде, 2007 год

Легендарный источник реки бьёт ключом изо рта статуи коровы в древнем храме, посвящённом Шиве в Махабалешваре. Легенда гласит, что в эту реку обратился Вишну в результате проклятия, которое Савитр послал на Тримурти. По легенде, притоки Кришны Венна и Кояна — это сами Шива и Брахма. Ещё 4 других притока Кришны вытекают изо ртов коров. Это Кояна, Венна, Савитри и Гаятри.
В настоящее время река переживает экологическую катастрофу, в сезон муссонов (июнь-август) река вызывает сильную эрозию почвы, в это время течение реки становится быстрым и бурным и река уносит плодородную почву из штатов Махараштра, Карнатака и Андхра-Прадеш в район своей дельты.
Среди трёх притоков реки Кришна самым крупным является правый приток Тунгабхарда.